# All of the Stars
"All of the Stars" là bài hát của ca sĩ người Anh Ed Sheeran. Nó là một trong các ca khúc chủ đề của bộ phim The Fault in Our Stars, và cũng là ca khúc đầu tiên trong album nhạc phim, The Fault in Our Stars (Music from the Motion Picture). Nó cũng có mặt trong bản deluxe của x, album phòng thu thứ hai của Ed Sheeran.
Sheeran nói rằng bài hát được "lấy cảm hứng từ cả bộ phim, muốn đưa tới cảm xúc buồn, nhưng vẫn đầy phấn khích và một chút nào đó xoa dịu tinh thần mọi người."

## Video âm nhạc
Video âm nhạc của bài hát được phát trên YouTube lần đầu tiên vào ngày 9 tháng 5 năm 2014. Mặc dù video không chiếu bất kì cảnh phim nào, nó vẫn có các hình ảnh của các lời nhắn gửi đầy khích lệ từ người hâm mộ như "Mọi thứ đều đẹp cả" hay "Bạn không phải là gánh nặng đâu".

## Hát lại
Jackie Evancho phát hành một đĩa đơn và một video hát lại bài hát vào tháng 8 năm 2015.

## Xếp hạng
| Bẩng xếp hạng (2014)                              | Vị trí cao nhất |
| ------------------------------------------------- | --------------- |
| Canada (Canadian Hot 100)                         | 67              |
| Pháp (SNEP)                                       | 130             |
| Trường songid là BẮT BUỘC CHO BẢNG XẾP HẠNG ĐỨC   | 66              |
| Ireland (IRMA)                                    | 29              |
| Scotland (OCC)                                    | 31              |
| Anh Quốc (Official Charts Company)                | 46              |
| Hoa Kỳ Bubbling Under Hot 100 Singles (Billboard) | 13              |